# Ramecourt (Vosges)
Ramecourt település Franciaországban, Vosges megyében. Lakosainak száma 148 fő (2022. január 1.). Ramecourt Domvallier, Mirecourt, Poussay és Puzieux községekkel határos.

## Népesség
A település népessége az elmúlt években az alábbi módon változott:
| Lakosok száma | 170  | 181  | 189  | 189  | 189  | 191  | 177  | 162  | 148  |
|               | 2013 | 2015 | 2016 | 2017 | 2018 | 2019 | 2020 | 2021 | 2022 |